# Vernon Cottle
Vernon Walter Cottle (14 april 1926 - Imatra, 6 september 1964) was een Brits motorcoureur. 

## Carrière
Vernon Cottle, van beroep elektrotechnicus, won in 1956 de paasraces in Thruxton na een hevig duel met Tony Godfrey. Vanaf het seizoen 1958 reed hij in het wereldkampioenschap wegrace, aanvankelijk in de TT van Man en de Ulster Grand Prix. Zijn eerste punt scoorde hij in de GP van de DDR van 1963 met een 500cc-Norton Manx.
In de 350cc-klasse was hij in 1959 overgestapt van een AJS 7R op een Norton Manx, waarmee hij nooit WK-punten scoorde. In het seizoen 1964, terug op de AJS, ging het beter. Hij scoorde punten in de GP van Duitsland en in de GP van de DDR. 

## Overlijden
Tijdens de trainingen van de Grand Prix van Finland op 29 augustus kwam hij in een bocht ten val. Hij werd zwaargewond afgevoerd naar het ziekenhuis. Hij overleed daar op 6 september. Voor Vernon Cottle, die op dat moment in Cheery Tree Cottage in Hambrook woonde, werd een gedenksteen opgericht langs de Vuoksentie, een weg in Imatra die destijds deel uitmaakte van het circuit van Imatra. Langs dezelfde weg staat de gedenksteen voor zijspancoureur Jock Taylor, die in 1982 verongelukte. 

## Wereldkampioenschap wegrace resultaten
| Jaar | Klasse | Team  | Motorfiets | 1      | 2       | 3     | 4       | 5      | 6      | 7       | 8       | 9     | 10      | 11    | 12    | Punten | Plaats | Wereldkampioen                                    |
| ---- | ------ | ----- | ---------- | ------ | ------- | ----- | ------- | ------ | ------ | ------- | ------- | ----- | ------- | ----- | ----- | ------ | ------ | ------------------------------------------------- |
| 1958 | 350 cc | Privé | AJS 7R     | IOM 50 | NED -   | BEL - | DUI -   | ZWE -  | ULS -  | NAT -   |         |       |         |       |       | 0      | -      | John Surtees, MV Agusta 350 4C                    |
| 1958 | 500 cc | Privé | Norton 30M | IOM 33 | NED -   | BEL - | DUI -   | ZWE -  | ULS 17 | NAT -   |         |       |         |       |       | 0      | -      | John Surtees, MV Agusta 500 4C                    |
| 1959 | 350 cc | Privé | Norton 40M | FRA -  | IOM 27  | DUI - | NED -   | BEL -  | ZWE -  | ULS -   | NAT -   |       |         |       |       | 0      | -      | John Surtees, MV Agusta 350 4C                    |
| 1959 | 500 cc | Privé | Norton 30M | FRA -  | IOM 22  | DUI - | NED -   | BEL -  | ZWE -  | ULS -   | NAT -   |       |         |       |       | 0      | -      | John Surtees, MV Agusta 500 4C                    |
| 1960 | 350 cc | Privé | Norton 40M | FRA -  | IOM 25  | NED - |         |        | ULS -  | NAT -   |         |       |         |       |       | 0      | -      | John Surtees, MV Agusta 350 4C                    |
| 1960 | 500 cc | Privé | Norton 30M | FRA -  | IOM DNF | NED - | BEL -   | DUI -  | ULS 14 | NAT -   |         |       |         |       |       | 0      | -      | John Surtees, MV Agusta 500 4C                    |
| 1961 | 350 cc | Privé | Norton 40M |        | DUI -   |       | IOM 18  | NED -  |        | DDR -   | ULS -   | NAT - | ZWE -   |       |       | 0      | -      | Gary Hocking, MV Agusta 500 4C / MV Privat 350 4C |
| 1961 | 500 cc | Privé | Norton 30M |        | DUI 7   | FRA - | IOM 21  | NED -  | BEL -  | DDR 11  | ULS -   | NAT - | ZWE 12  | ARG - |       | 0      | -      | Gary Hocking, MV Agusta 500 4C / MV Privat 500 4C |
| 1962 | 500 cc | Privé | Norton 30M |        |         | IOM - | NED DNF | BEL -  |        | ULS -   | DDR 11  | NAT - | FIN -   | ARG - |       | 0      | -      | Mike Hailwood, MV Agusta 500 4C                   |
| 1963 | 500 cc | Privé | Norton 30M |        |         |       | IOM -   | NED -  | BEL -  | ULS -   | DDR 6   | FIN - | NAT -   | ARG - |       | 1      | 19e    | Mike Hailwood, MV Agusta 500 4C                   |
| 1964 | 350 cc | Privé | AJS 7R     |        |         |       | IOM -   | NED 12 |        | DUI 6   | DDR 5   | ULS - | FIN (†) | NAT - | JAP - | 3      | 17e    | Jim Redman, Honda RC 172                          |
| 1964 | 500 cc | Privé | Norton 30M | VST -  |         |       | IOM -   | NED 15 | BEL 8  | DUI DNF | DDR DNF | ULS - | FIN -   | NAT - |       | 0      | -      | Mike Hailwood, MV Agusta 500 4C                   |

## Isle of Man TT resultaten
| Jaar | Klasse             | Team  | Motorfiets | Plaats | Punten |
| ---- | ------------------ | ----- | ---------- | ------ | ------ |
| 1958 | Junior TT          | Privé | AJS 7R     | 50e    | 0      |
| 1958 | Senior TT          | Privé | Norton 30M | 33e    | 0      |
| 1959 | 350 Formula One TT | Privé | Norton 40M | 9e     | NVT    |
| 1959 | Junior TT          | Privé | Norton 40M | 27e    | 0      |
| 1959 | Senior TT          | Privé | Norton 30M | 22e    | 0      |
| 1960 | Junior TT          | Privé | Norton 40M | 25e    | 0      |
| 1960 | Senior TT          | Privé | Norton 30M | DNF    | 0      |
| 1961 | Junior TT          | Privé | Norton 40M | 18e    | 0      |
| 1961 | Senior TT          | Privé | Norton 30M | 21e    | 0      |